# 向水性

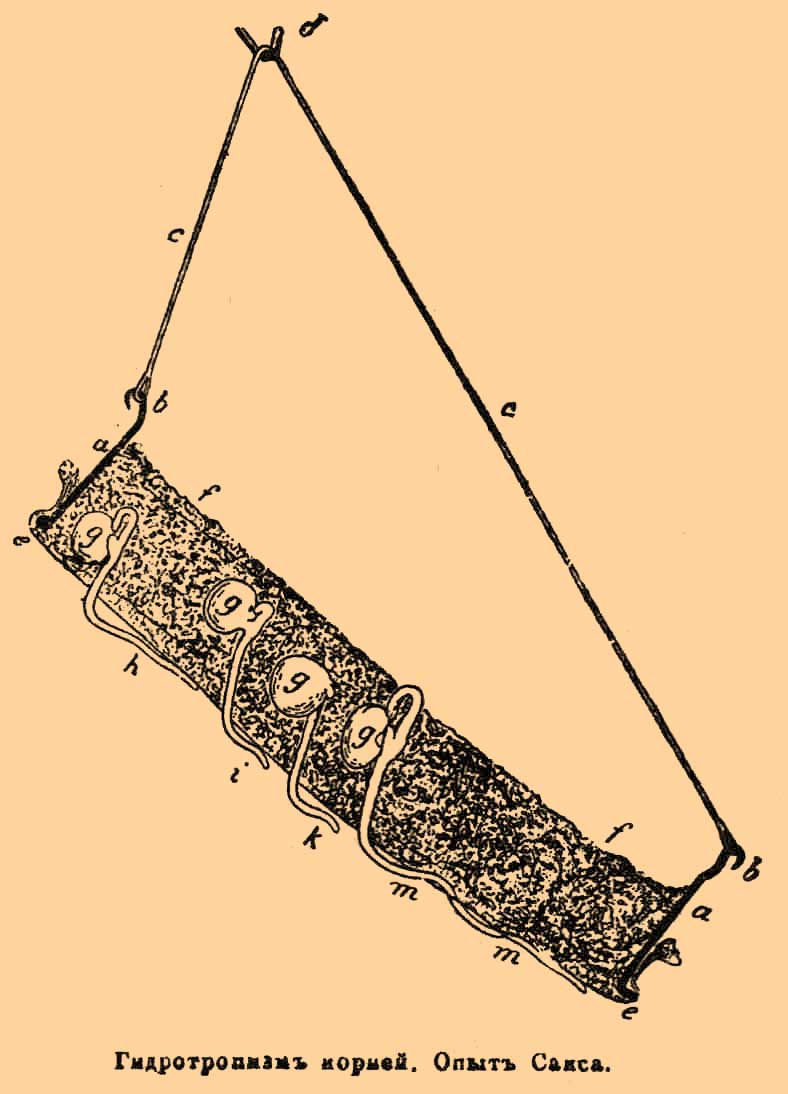
向水性

向水性 ，是指植物受到水影響的向性，一個常見的例子是生長在潮溼空氣中的根向濕度較高的地方彎曲。這是一個生物學上的表徵，目的是增加植物在生態系統中運作的效能。

## 迷思
- 植物在潮溼土壤中生長得較在乾燥土壤中好，並非向溼性的影響[2] 向水性意指的是植物的根從乾燥土壤中向潮溼土壤彎曲的現象。
- 向水性並不能偵測到水管裡的水，更不可能為了取得水而破壞水管
- 根並不能透過向水性偵測到幾呎以外的水分並且朝向該地方生長。向水性最多大概只能影響幾毫米而已。